# (7447) Marcusaurelius
(7447) Marcusaurelius es un asteroide perteneciente al cinturón de asteroides, región del sistema solar que se encuentra entre las órbitas de Marte y Júpiter, descubierto el 17 de octubre de 1977 por Cornelis Johannes van Houten en conjunto a su esposa también astrónoma Ingrid van Houten-Groeneveld y el astrónomo Tom Gehrels desde el Observatorio del Monte Palomar, Estados Unidos.

## Designación y nombre
Designado provisionalmente como 1142 T-3. Fue nombrado Marcusaurelius en homenaje al emperador romano Marco Aurelio Antonino, que se convirtió en emperador en 161 tras la muerte de su padre adoptivo Antonino Pío. Trató de reinar con justicia pero no pudo evitar la decadencia del imperio. Marco Aurelio a menudo se encontrba lejos de Roma, suprimiendo las tierras fronterizas secesionistas. Falleció en Viena durante una lucha contra los marcomanos. Su estatua ecuestre en Roma es el único monumento de bronce realizado a un emperador.

## Características orbitales
Marcusaurelius está situado a una distancia media del Sol de 2,391 ua, pudiendo alejarse hasta 2,629 ua y acercarse hasta 2,152 ua. Su excentricidad es 0,099 y la inclinación orbital 6,653 grados. Emplea 1350,47 días en completar una órbita alrededor del Sol.

## Características físicas
La magnitud absoluta de Marcusaurelius es 13,9. Tiene 5,034 km de diámetro y su albedo se estima en 0,22. 